# Formación de la impresión
La Formación de la impresión en psicología social se refiere al proceso por el cual las piezas individuales de información acerca de otra persona se integran para formar una impresión global de la persona (es decir, de cómo una persona percibe a otra persona).

## Planteamientos
Subyacente a todo este proceso es la noción de que un individuo espera la unidad y la coherencia en las personalidades de los demás. En consecuencia, un individuo tiene la impresión de que otro debe ser igualmente unificado. Dos principales teorías se han propuesto para explicar cómo este proceso de integración se lleva a cabo. El enfoque Gestalt ve la formación de una impresión general como la suma de varias impresiones interrelacionadas. Según esta teoría el individuo busca formar un todo coherente y significativo de la impresión de otra persona, por ello las impresiones anteriores aumentan considerablemente su influencia en su interpretación de la información subsiguiente. En contraste con el enfoque Gestalt, el enfoque de la teoría de integración de la información afirma que las experiencias individuales se evalúan de forma independiente, y combinadas con evaluaciones anteriores para formar un constante cambio de impresión de una persona. Un área importante y relacionada con el área de formación de la impresión es el estudio de la percepción de la persona, que se refiere al proceso de observación de la conducta, hacer atribuciones disposicionales y, a continuación, el ajuste de los inferencias basadas en la información disponible.
A Solomon Asch (1946) se le atribuye la realización de la investigación seminal sobre la formación de la impresión. Solomon Asch destaca que la impresión se forma en varias etapas. Asch tiene una visión global de que la combinación de diferentes características vale más que cada rasgo individual. Mientras que, para Norman Henry Anderson, cada característica se trata por separado.
Ambos enfoques son la base de trabajos más recientes que conducen a la creación de otros modelos de formación de la impresión. De estos, uno de los más influyentes es el modelo continuo de Fiske y Neuberg. Este modelo resalta que para formar una impresión de una persona, los individuos pueden usar información individual o categórica dependiendo del contexto. También pueden usar información de fuentes directas e indirectas. Esta información está organizada en esquemas (representaciones abstractas y simplificadas de la realidad almacenadas en la memoria a largo plazo).
Las diversas investigaciones en este campo han demostrado que este proceso puede ser automático o controlado según las situaciones. La formación de la impresión tiene muchas aplicaciones en la vida cotidiana, por ejemplo, en el contexto escolar o en el reclutamiento.

## Orígenes

### Primeros trabajos
El primer trabajo sobre la formación de la impresión fue realizado por Solomon Asch en 1946. Este es el primer autor que desarrolló un enfoque que explica cómo las personas se forman una impresión de los demás. Según Asch, el objetivo de los individuos es que esta impresión sea coherente.
Solomon Asch ha hecho muchos experimentos. En uno de ellos, ofrece a los participantes una serie de 7 rasgos de personalidad de una persona ficticia. Para la mitad de los sujetos del experimento, uno de los rasgos presentados es "cálido", mientras que para la otra mitad, el rasgo presentado en su lugar es "frío". Luego, todos los participantes deben describir a la persona con base en las características positivas y negativas. Los resultados muestran que cuando se describe a la persona como cálida, se la ve más positivamente que cuando se la describe como fría, mientras que las otras 6 características son idénticas. Esto se llama el "efecto de centralidad".
La misma experiencia se logró con los rasgos "cortés" y "brusco" pero sin obtener los mismos resultados. Esto ha demostrado que hay ciertos rasgos centrales que son capaces de cambiar solo la impresión general de un individuo. Estos rasgos generalmente están relacionados con la sociabilidad y la competencia. Otras características con menos impacto en el entrenamiento de impresión se conocen como "periféricas".
En el mismo estudio, Asch realizó otro experimento en el que manipuló esta vez el orden de los rasgos de personalidad que presentó a sus sujetos. Por ejemplo, presenta a la mitad de los sujetos los siguientes rasgos en este orden: Inteligente - Industrioso - Impulsivo - Crítico - Obstinado - Envidioso. Mientras que en la otra mitad de los sujetos, presenta los mismos rasgos en el orden inverso: Envidioso - Obstinado - Crítico - Impulsivo - Industrioso - Inteligente. Esto puso de relieve el "efecto de primacía", a saber, que los primeros rasgos de la lista tienen un mayor impacto que los siguientes en la formación de la impresión general. En este experimento, los individuos juzgaron a la persona de manera más positiva cuando el investigador les presentó la lista de rasgos que comienzan con "Inteligente" en comparación con la lista que comienza con "Envidioso".
Estos dos experimentos permiten enfatizar que la impresión general de un individuo no es simplemente una función de la suma de los rasgos e impresiones peculiares del individuo. Por lo tanto, cada rasgo puede tener un significado diferente según el contexto y otros rasgos a los que esté vinculado. Es un enfoque que podría ser comparado con la psicología de la gestalt, donde un conjunto significa más que la suma de las partes que lo componen.
En resumen, la formación de la impresión se realiza en 3 pasos. Primero, observar o recibir información sobre el comportamiento de otros. Parte de esta información puede tener un impacto mayor que otra. Entonces, a partir de esto, se deduce la existencia de ciertos rasgos de personalidad. La tercera etapa es la integración donde se forma una impresión global del individuo integrando estos diferentes rasgos.

### Modelo algebraico
En oposición al modelo gestáltico de Asch, Norman Henry Anderson propuso en 1974 un enfoque más matemático. De acuerdo con su enfoque algebraico, cada rasgo se evalúa independientemente de los demás. La impresión general se obtiene al realizar el promedio ponderado de la evaluación de cada rasgo. El algoritmo de la impresión es el sumatorio Σ W i × S i (Wi es el peso o importancia de una característica en un contexto particular y Si corresponde a la evaluación aislada de un rasgo).
Según Anderson, el efecto de primacía se debe a una disminución de la atención. Según él, la importancia de una característica varía según su posición cuando presenta sus características. Las primeras características presentadas serán más importantes y de mayor influencia en la formación de la impresión general, debido a que serán tratadas con más atención que los siguientes rasgos. El modelo de Anderson puede ser descrito como primario, ya que no tiene en cuenta la posible interrelación entre las características de las personas. Solo sus ponderaciones relativas pueden variar la importancia de un rasgo particular.

### Discusión
Estos dos enfoques opuestos han sido fuente de mucha investigación. Explican dos formas diferentes de ver el proceso de formación de la impresión. Según Asch, la información se procesa directamente y de acuerdo con las teorías presentes en las mentes de las personas. La información categórica es, por lo tanto, de particular importancia. Por el contrario, para Anderson, la formación de impresión es el resultado de una yuxtaposición de varios elementos. Las personas confían más en la información individual.
Los modelos más nuevos de formación de la impresión incluyen otros factores cognitivos y motivacionales que influyen en el proceso de formación de la impresión utilizado por los individuos.

## Funcionamiento general de la formación de la impresión
La formación de la impresión consta de 3 etapas distintas: la percepción, la atribución y la integración de la información. De hecho, para que la impresión se construya, primero es necesario adquirir al menos una información, ya sea directamente (en contacto con la persona) o indirectamente (un mensaje enviado por la persona o alguien relacionado proporcionando información al respecto). Entonces, esta información servirá como pista para establecer una inferencia sobre la persona, específicamente para atribuir las causas de su comportamiento. Estas inferencias también se basan en las creencias de quien se forma una impresión (por ejemplo, sus estereotipos). Finalmente, una vez que se integra la información, se forma una impresión general que integra los diferentes rasgos asignados. Estos tres procesos cognitivos son sujetos de cognición social.

### Percepción
La formación de la impresión puede basarse en una cantidad limitada de información o, por el contrario, una gran cantidad de comportamientos. Para el que forma su impresión, la cantidad de información utilizada depende de la cantidad de índices disponibles y de sus motivaciones.
Aunque hay muchos tipos de pistas, obtenidas a través del oído, el olfato y el tacto, las percepciones sobre todo se basan en la vista. En la observación de los demás se cuentan señales visuales variadas (expresión emocional, dirección de la mirada) y otras invariantes (edad, sexo). Como tal, el sexo, la etnia y la edad son las 3 categorías que son directamente visibles en un individuo, por lo que se dice que son las más destacadas.
En el nivel cognitivo, se le da mayor importancia a la cara en comparación con el resto del cuerpo. Frente a la fotografía de una cara, es suficiente con 100 milisegundos para formarse una impresión idéntica a la que se tendrá si se observa por más tiempo. Dado que comprender el estado emocional de los demás es útil para explicar su comportamiento, una persona tiende a observar la orientación del cuerpo y especialmente la mirada de su interlocutor. Según Paul Ekman, el ser humano es capaz de reconocer 6 emociones básicas (alegría, ira, miedo, sorpresa, tristeza y disgusto) al observar las caras de los demás. Para reconocer la emoción expresada, lo importante no es solo tener una imagen estática debajo de los ojos, sino tener la oportunidad de ver el movimiento, las expresiones faciales que se forman y desaparecen. También se tiene en cuenta todo el cuerpo, tanto si se trata de su postura como de la vestimenta (esto puede ilustrarse durante el "juicio" de una víctima de violación).
Las etapas de la formación de la impresión no son necesariamente secuenciales. En el caso en que se perciben estímulos ambiguos, finalmente se elige una categoría de aquellos en los que se basa la vacilación, y después de hacerlo, tiene una influencia directa en la percepción. En cuanto a la cara, este efecto de acento ha sido verificado por Corneille, Huart, Becquart y Bredart.

### Atribución

#### Cómo funciona la atribución
Asignar causas a los comportamientos es ventajoso porque ayuda a comprenderlos mejor y a predecir las reacciones futuras de los demás. Por un lado, al reducir su incertidumbre, lo que lleva a una reducción de la posible tensión y, por otro lado, permite reaccionar de manera más adecuada a las expectativas de todos. Para establecer relaciones beneficiosas, una persona necesita ser efectiva en sus predicciones, y las asignaciones son un medio apropiado, ya que generalmente requieren menos energía y tiempo que un análisis completo y detallado de cada una de ellas.
Las causas se atribuyen a los comportamientos a través de:
- Las características físicas de la persona que realiza los comportamientos (apariencia, voz, olor, etc.).
- La información proporcionada por los comportamientos mismos.
- El contexto, la situación en la que se observaron los comportamientos.

Antes de entrar en más detalles en el proceso de atribución, es aconsejable recordar que en presencia de un testigo, cualquier comportamiento es una forma de comunicación y cualquier mensaje que se transmite tiene una implicación literal (la información contenida en el mensaje) pero también una implicación pragmática (información que explicaría por qué el autor envía este mensaje). Un estudio revela que para formarse impresiones, todos también toman en cuenta esta implicación pragmática y que puede tener una influencia importante.
Para un observador, una influencia mayor también se atribuye a personas perceptiblemente prominentes. De hecho, un estudio de Taylor y Fiske revela que la posición espacial de la persona que ve la interacción social cambia el nivel de atribución interna otorgada. Este nivel puede variar si se realiza una evaluación de las mismas personas una semana más tarde (con menos atribuciones internas comparadas en el momento del experimento) o según la edad de los observadores. Follett y Hess, por ejemplo, han demostrado que las personas mayores y los jóvenes hacen más atribuciones internas en perspectiva con adultos de mediana edad (más equilibrio entre las características de la persona y las de la situación), supuestamente porque esta edad promedio estaría impregnada diariamente por una mayor complejidad cognitiva.

#### Teorías sobre la atribución
Las teorías de la atribución causal están relacionadas con la atribución en la formación de la impresión en el sentido de que las causas del comportamiento pueden considerarse internas. En el caso de una figura donde se presenta una característica específica del individuo observado, es posible usar su comportamiento como una fuente de información que se considera relevante.
La teoría de covariación de Kelley es una teoría principal que explica el tipo de atribución que se dará después de una observación. Se basa en 3 criterios que consideran la internalidad o la externalidad de las causas de un comportamiento:
- Criterio de constancia: ¿Este comportamiento siempre ocurre en este contexto?
- Criterio de consenso: ¿Este comportamiento ocurre solo con el observador o con todos? Tenga en cuenta que "todos" es en realidad solo una muestra en la que se basa el observador.
- Carácter distintivo: ¿Las otras personas tienen el mismo comportamiento cuando están en este contexto?

La validez de este modelo descriptivo fue respaldada, entre otros, por Hazlewood y Olson, así como por Gilbert.
En cuanto al modelo tridimensional de Wiener analiza las causas de un comportamiento en 3 niveles:
- ¿La causa es interna o externa?
- ¿Es controlable o incontrolable?
- ¿Es estable o inestable?

#### Sesgos con respecto a la atribución
Existen una serie de sesgos cognitivos y, aunque en general no son conscientes, influyen en las atribuciones establecidas. Esta selección no es exhaustiva:
- Sesgo de autocomplacencia[24]

```
  Este sesgo afecta particularmente a los autores de la conducta y les da una tendencia a atribuirse su éxito a sí mismos, ya que atribuyen sus fallas más a circunstancias que escapan a su control.
```

- Error de atribución fundamental[25]

```
  Este sesgo, que afecta a los observadores del comportamiento, tiende a subestimar los factores explicativos externos y a sobreestimar los factores internos que habrían causado este comportamiento. Este efecto es aún más fuerte porque en la cultura occidental, la idea de que todos son responsables de sus acciones y merecen la situación en la que se encuentran es generalizada.
[
26
]
 Sin embargo, esta tendencia puede alterarse de acuerdo con la motivación de los observadores. Por ejemplo, durante un juicio, los jurados son conscientes de las importantes consecuencias de su deliberación (que es su responsabilidad) y, de hecho, analizan con más detalle las posibles causas del comportamiento.
[
27
]
```

- Sesgo de positividad[28]

```
  Es más probable que una persona califique a los demás positivamente que negativamente.
```

- Defecto de alineamiento[29]

```
  Una persona no presta suficiente atención a la información estadística cuando también tiene información que está en línea con sus propias creencias.
```

- Correlación ilusoria[30]

```
  Una correlación entre dos variables a veces parece perceptible cuando no existe. Como tal, la grafología es una aplicación concreta de correlaciones ilusorias.
[
31
]
```

- Persistencia de las creencias[32]

```
  Después de haberse formado una impresión, se vuelve difícil cambiar de opinión porque una idea ya establecida ha sido justificada por uno mismo e insertada en los sistemas de creencias de uno.
```

- Razonamiento contrafactual

```
  El ser humano está tentado a imaginar que las cosas podrían haber sucedido de otra manera que lo que habían sucedido, si un detalle hubiera sido diferente. Uno de los factores que podría haber conducido a otro resultado de los eventos es el comportamiento de los demás, y pensar en ello puede cambiar la impresión que se genera al respecto.
```

Algunos de estos sesgos están relacionados con la heurística de juicio.

### Integración
Dado que la atribución causal se relaciona con el contexto pero también con factores específicos de la persona que interesa a un observador, su impresión final depende de su propensión general a crear o usar categorías sociales (estereotipos), activación o no de estereotipos (accesibilidad de la información en la mente) y la aplicación de estereotipos (si sirven para comprender mejor al otro). Hay que tener en cuenta que el entrenamiento de impresión rara vez es intencional.
De manera similar a otras representaciones mentales, los estereotipos se ensamblan en sistemas, lo que a veces lleva a vincular estas nuevas creencias con las ya poseídas. Vienen de:
- Experiencia personal (conclusión basada en la propia experiencia)
- Interacción social (después del descubrimiento de la historia de otra persona)
- Inferencia (por deducción debido a conocimiento teórico)

Para formar una impresión global, tres heurísticas del juicio son ampliamente utilizadas:
- Heurística de disponibilidad

```
  Si los elementos en la memoria son fácilmente recuperables, se los considera más comunes que aquellos que son más difíciles de recordar. Esto significa que si, por ejemplo, la adolescencia y la violencia a menudo se asocian en los medios, es más probable que las personas recuerden esta representación en relación con la de la violencia adulta. Esto implica que es probable que encuentren que la violencia juvenil ocurre con más frecuencia que en los adultos, independientemente de las estadísticas reales.
```

- Representatividad heurística

```
  Sobre la base de la semejanza entre el sujeto de observación y un prototipo que corresponde a la idea de un grupo, se estima en qué probabilidad el elemento observado podría pertenecer al grupo en cuestión.
```

- Anclaje heurístico y ajuste

```
  Para predecir la frecuencia de un evento, una persona a menudo confía en una información numérica disponible (pero no necesariamente relevante) (anclaje) que luego ajusta, de acuerdo con sus estimaciones personales.
```

## Influencia de los estereotipos
Cuando alguien está interesado en los rasgos de un individuo, ya sean físicos o relacionados con la personalidad, los estereotipos se activan con la información recopilada e influyen en las tres etapas de la formación de la impresión.
Cualquiera que sea su origen, las creencias pueden ser neutrales o evaluativas. Cuando son neutrales, solo vinculan información sin hacer un juicio de valor. Por ejemplo, una persona puede dar la impresión de que su trabajo es de oficial de policía porque usa un uniforme y un arma. Sin embargo, incluso las creencias neutrales a veces pueden relacionarse con otras creencias que son evaluativas. Por ejemplo, si piensas en la policía como los defensores de la población, valorarás el hecho de ser un oficial de policía, a diferencia de quien tiene la imagen de que la policía embrutece a civiles pacíficos.

### Teoría implícita de la personalidad
La gran cantidad de información que se puede recuperar sobre un individuo puede formar una mejor impresión al respecto. Pero frente al trabajo mental necesario para llevar a cabo un análisis completo, las técnicas se utilizan con el fin de salvar los recursos cognitivos. Para aplicar de forma más fácil y rápida un análisis de los elementos observados, un individuo usa diagramas que permiten que la información se procese automáticamente. En este sentido, la teoría implícita de la personalidad juega un papel importante en el primer encuentro con una persona. Permite, por medio de una sola línea, inferir la personalidad del otro porque este rasgo se relaciona con otros en la estructura mental del que forma una impresión. Algunos investigadores conciben a los humanos como poseedores de características fijas (teoría de las entidades), mientras que otros consideran características más maleables (teorías incrementales).

### Variaciones de intensidad
Además, los estereotipos no se activan irremediablemente con la misma intensidad. A pesar de que las personas están unidas a grupos, encontrar marcadores que no correspondan a estereotipos disminuye su activación. A cambio, alguien se considera potencialmente talentoso en una tarea si tiene características que coinciden con los estereotipos que representan el óptimo en esta actividad. Por ejemplo, una mujer que es percibida como muy femenina será juzgada más como una titular de empatía (de acuerdo con el estereotipo vigente) en comparación con una mujer "menos femenina" según la persona que las observe. En este sentido, también es relevante que, dependiendo del contexto, incluida la tarea, se puedan activar diferentes categorizaciones para la misma persona.

### Modelo de juicio social
El modelo de juicio social permite mostrar que el contexto social en el que se encuentra el observador influye en el uso de estereotipos. Este modelo muestra que se deben cumplir varias condiciones para que un individuo juzgue a los demás. En primer lugar, el individuo que juzga debe tener suficiente información sobre el objetivo de su juicio y también debe considerar que se encuentra en una situación social donde se permite el juicio. Si no se cumple alguna de estas condiciones, las personas no se deben permitir juzgar a un objetivo. Cuando se cumplen estas condiciones, los individuos juzgan más fácilmente a los demás. Las personas parecen más "juzgables" si se las considera parte de un grupo homogéneo y los juicios serán más decididos. Georges Schadron indica que el grado de esencialismo asociado con un grupo o categoría de individuos puede explicar este efecto. Cuanto más una persona cree que un grupo de personas se percibe como homogéneo, más juzgará a sus miembros de una manera estereotipada. El estereotipo no es solo un contenido evaluativo, sino que ayuda a explicar y reunir a personas del mismo grupo.

### Efectos de la apariencia física
Además, la apariencia de la persona observada puede desempeñar un papel. De hecho, existe un estereotipo favorable a la belleza ("lo que es bello es un buen estereotipo"). Debido a este sesgo, se atribuyen más cualidades a las personas reconocidas como hermosas. Aunque los gustos personales desempeñan un papel (como variable moderadora) en la evaluación de la atracción física, es imposible anular un consenso más universal sobre la belleza, algunos de cuyos criterios son independientes de edad o sexo. Algunos criterios fuertes son: un rostro simétrico, cerca del promedio de las caras de las personas de esta edad, un tipo muy femenino (para una mujer) o masculino (para un hombre), el estado de la piel, los dientes, un paso considerado como femenino (para una mujer) debido al movimiento de sus caderas, etc. Este efecto también depende de las sociedades y sus estándares de belleza, pero siguiendo este razonamiento, las personas con sobrepeso son a la vez mal vistas desde el punto de vista físico, pero también en lo que respecta a su personalidad.

## Formación de la impresión: ¿un proceso automático o controlado?
Muchos autores se han centrado en la distinción entre procesos automáticos, es decir, aquellos que no requieren esfuerzo y que se llevan a cabo de una manera inconsciente y sin intención, y procesos controlados, que también requieren procesos de desarrollo cognitivo, como una intención, una conciencia y un cierto esfuerzo.
Según Kunda y Thagard, las impresiones de la mayoría de la gente son el resultado de procesos cognitivos automáticos. Como lo mostraron Rule, Ambady y Hallet, cada persona categoriza socialmente muy rápida y automáticamente sobre la base de la cara, por ejemplo. Como Winter y Uleman señalan, las inferencias de rasgo no son necesariamente intencionales, y pueden aparecer espontáneamente. De hecho, es automático vincular a la etiqueta (dependiendo del conocimiento disponible en la memoria). Por lo tanto, si se ve a una persona dando una bofetada a otra, este comportamiento se asociará automáticamente como agresivo. Además, también se ha demostrado que los rasgos atribuidos a la persona observada (aquí, en el ejemplo: esta persona es agresiva) siguen un proceso automático.
El contexto también parece jugar un papel importante en la formación automática de la impresión. Por ejemplo, llorar en un funeral refleja tristeza, mientras que en una boda generalmente refleja alegría. También es posible acercar esta conexión entre las emociones y el contexto al concepto de normas emocionales. De hecho, ciertos contextos prescriben social e implícitamente el tipo de emoción que se espera durante un evento particular.
Dependiendo de los objetivos, los estereotipos pueden aparecer automáticamente en la mente o no. Si en lugar de no hacer nada más durante una observación, el observador de una cara debe realizar una tarea de reconocimiento de puntos, esta actividad impide que aparezcan estereotipos.
La activación de un estereotipo también puede orientar automáticamente la impresión que se hace de una persona.
El proceso de formación de la impresión no siempre es automático. El deseo de conocer mejor las intenciones de alguien a menudo los lleva a involucrarse en un proceso controlado. Por lo tanto, si hay suficientes recursos cognitivos disponibles, un observador tenderá a preguntarse si el comportamiento observado se debe a los rasgos de la persona observada, o más bien a factores situacionales.
Por lo tanto, varios factores pueden desencadenar un proceso controlado:
- Naturaleza de la tarea de juicio

Algunas tareas requieren un razonamiento causal, como las tareas de comprender por qué una persona actuó como lo hizo, o las tareas de saber si la persona es culpable o inocente de un acto, por ejemplo, como jurado en un juicio.
- Naturaleza de la información

Cuando no se comprende la información o el comportamiento, es probable que participe en un proceso controlado. Esto también puede ocurrir cuando la información es sorprendente, por ejemplo, cuando una persona viola fuertemente el estereotipo sobre su grupo.
- Motivación

Cuando una persona realmente quiere comprender un individuo o un comportamiento, tenderá a participar en un proceso voluntario de desarrollo causal.

## Dimensión cultural
Pocos estudios se han llevado a cabo para evaluar si la cultura puede influir en los procesos de formación de impresiones. Algunos estudios en Alemania y Japón muestran que los procesos utilizados son relativamente similares en diferentes culturas. En cada una de las culturas estudiadas, la impresión del individuo se formó en parte por la estabilidad de las características de la persona, así como por la compatibilidad del comportamiento con los rasgos ya conocidos por el individuo. Sin embargo, no todas las variables tienen el mismo impacto en cada cultura. Por ejemplo, la influencia de la evaluación de la coherencia entre la imagen del individuo y un comportamiento tiene un impacto menor en Alemania que en las otras culturas estudiadas. Esto puede sugerir que el juicio moral se lleva a cabo con diferentes bases en la cultura alemana. Incluso de diferentes culturas, los participantes en un experimento parecen estar de acuerdo en el juicio de una persona con la que nunca han interactuado. Las diferencias culturales observadas dependen principalmente de los rasgos a ser juzgados.

## Exactitud de las impresiones
Los investigadores realizaron un experimento sobre la precisión de las impresiones formadas. Aunque a menudo se acercan a la realidad, es difícil atribuir rasgos de personalidad a una observación, ya que los comportamientos en los que confiar dependen de la situación.
Sin embargo, algunos autores han demostrado que las impresiones basadas en la observación del lugar de vida (habitación) o trabajo (oficina) de una persona son relativamente cercanas a las impresiones formadas por otros que viven con ellas. Además, resulta que estas impresiones a menudo son bastante precisas.